# Хауифосс
Хауифосс (исл. Háifoss) — водопад на юге Исландии на реке Фоссау в регионе Сюдюрланд, расположенный неподалёку от вулкана Гекла. Река Фоссау, приток реки Тьоурсау, падает здесь с высоты 122 м. Это второй по высоте водопад в Исландии.
От фермы Стёйнг, которая была разрушена во время извержения Геклы и впоследствии реконструирована, можно путешествовать пешком к водопаду вдоль реки Фоссау. Весь путь длится примерно 5—6 часов. Выше водопада находится автостоянка для туристов.